# Laïcité en Turquie
 (octobre 2018).

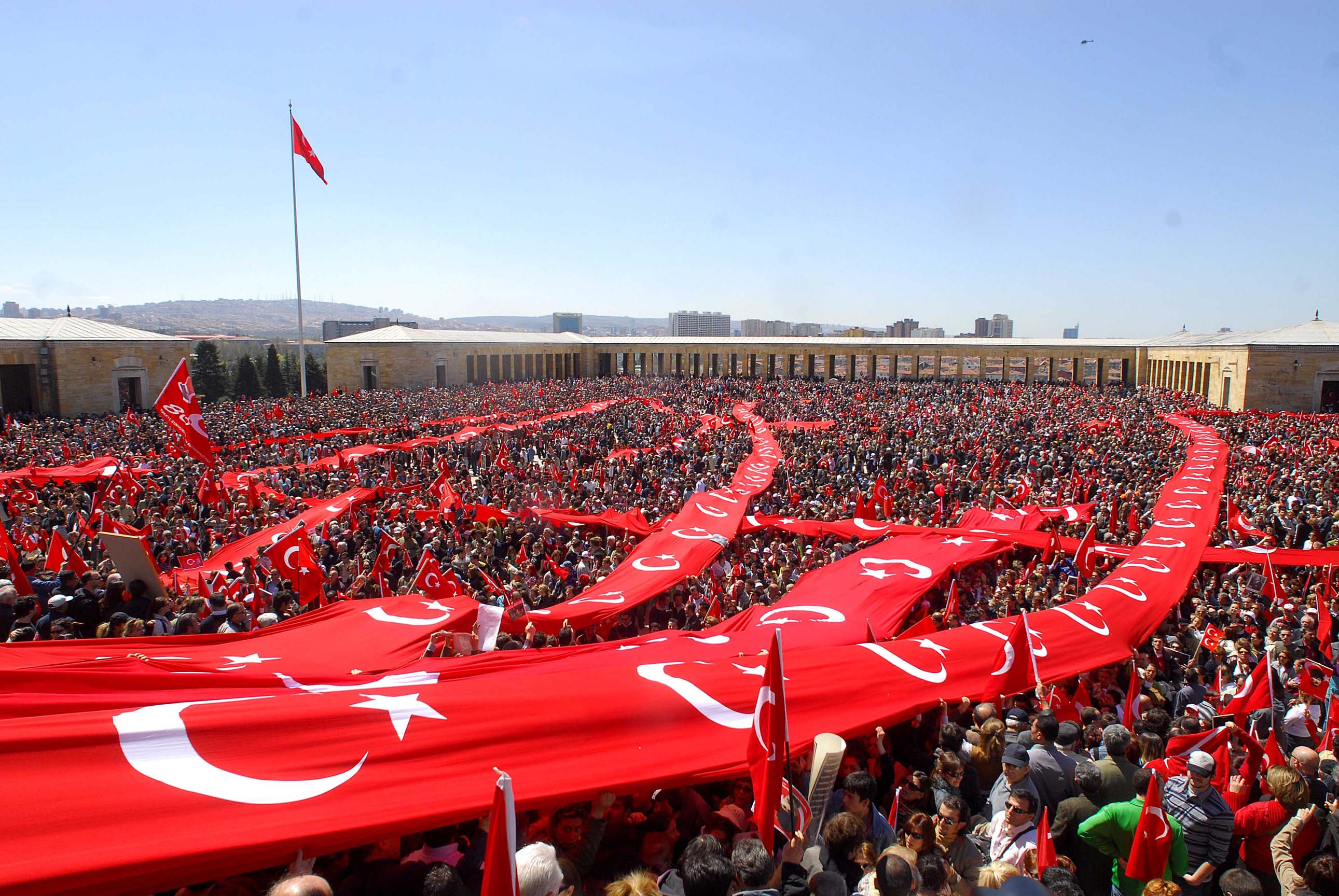
Manifestants à Ankara réunis dans la place cérémoniel de l'Anıtkabir, le mausolée du fondateur de la Turquie moderne, Mustafa Kemal Atatürk.

La laïcité en Turquie est un des fondements de la République kémaliste, inscrite d'abord dans la révision constitutionnelle de 1937 (appliquée à la Constitution de 1924) puis dans celle de 1980, aujourd'hui en vigueur. Elle trouve ses origines dans les réformes de l'Empire ottoman au XIXe siècle, les Tanzimats (réformes) accordant l'égalité entre tous, quelle que soit leur religion. Les réformes kémalistes ont accentué ce caractère laïc de l’État turc, qui demeure jusqu'à aujourd'hui. L'accession au pouvoir de l'AKP, parti islamiste, suscite certaines inquiétudes dans les rangs pro-laïcs turcs, qui comprennent les forces armées turques et les nationalistes.
Depuis les réformes d'Atatürk, la Turquie est laïque, la Constitution prévoit qu'aucune réforme constitutionnelle ne peut porter atteinte à un certain nombre de principes, dont la laïcité. La définition de cette laïcité diffère toutefois de celle traditionnellement entendue : si nul ne peut influencer l'ordre social et la conduite de l'État en s'appuyant sur des règles religieuses, la religion reste soumise à l'État, et par exemple, « L'éducation et l'enseignement religieux et éthique sont dispensés sous la surveillance et le contrôle de l'État. »
Le président conservateur Recep Tayyip Erdoğan, mène une politique d'islamisation, qui suscite les critiques des milieux laïcs.

## Prise en charge des cultes par l'État
Le principe de laïcité est précisé par un arrêt de la Cour constitutionnelle du 21 octobre 1971, saisie à la suite de l'adoption d'une loi sur la fonctionnarisation des employés de la fonction publique, touchant toutes les administrations, y compris la Présidence des Affaires Religieuses (Diyanet) : 
En résumé, le principe de laïcité présent dans la Constitution de la République de Turquie signifie précisément :
a) l’adoption de principe que la religion ne gouverne ni n’influe sur les affaires de l’État ;
b) la garantie constitutionnelle de la religion par la reconnaissance d’une liberté illimitée de religion en ce qui concerne la conviction religieuse, en rapport avec la vie spirituelle des individus ;
c) l’adoption de limitations et l’interdiction d’une mauvaise utilisation et d’une exploitation de la religion, dans le but de protéger l’ordre public, la sécurité et les intérêts publics liés au domaine de la religion, contre ce qui sortirait du domaine de la vie spirituelle des individus et influencerait l’activité et le comportement de la vie sociale ;
d) la reconnaissance d’un droit de regard de l’État, en tant que garant de l’ordre public et des droits publics sur les libertés et droits religieux."
Cette laïcité n'est pas, comme en France, une séparation entre les Églises et l'État ; c'est l'État turc qui organise et contrôle totalement la communauté des croyants : les 72 000 imams en Turquie sont des fonctionnaires, payés et formés par l'État. Jusqu'en 2006, leurs prêches hebdomadaires étaient écrits par les fonctionnaires de la Présidence des affaires religieuses.
En 2010, la Présidence des affaires religieuses emploie environ 100 000 personnes.
L'État turc envoie des imams dans les communautés turques émigrées.
Bien que des réformes allant dans le sens de la laïcité aient été accomplies sous Atatürk (abolition du califat, etc.), la Turquie n’est pourtant pas un État strictement laïc dans le sens où il n’y a pas de séparation entre la religion et l’État, mais plutôt une mise sous tutelle de la religion par l’État ; chacun reste cependant libre de ses croyances.
C’est ainsi que la religion est mentionnée sur les papiers d’identité et qu’il existe une administration dite Présidence des affaires religieuses, qui instrumentalise parfois l’islam pour légitimer l’État et qui gère les 77 500 mosquées du pays. Cet organisme étatique, mis en place par Atatürk le 3 mars 1924, finance uniquement le culte musulman sunnite, les cultes non-sunnites doivent assurer un fonctionnement financièrement autonome, quand ils ne rencontrent pas d'obstacle administratif à ce même fonctionnement. Lors de la récolte de l'impôt, tous les citoyens turcs sont égaux. Le taux d'imposition n'est pas fonction de la confession religieuse, à l'exception notable de l'impôt sur la richesse instauré entre 1942 et 1944, le Varlık Vergisi, surtaxant de façon disproportionnée et discriminatoire les communautés non-musulmanes.

Or, depuis sa création, le Diyanet, à travers l'impôt, utilise les ressources de citoyens non-sunnites pour financer son administration et ses lieux de culte exclusivement sunnites. Ainsi, les musulmans câferî (principalement des Azéris) et alevi bektachis (principalement des Turkmènes) participent au financement des mosquées et au paiement des salaires des imams sunnites alors que leurs lieux de cultes, qui ne sont pas officiellement reconnus par l'État, ne reçoivent aucun financement. Pourtant, l'islam zalevi bektachis constitue la seconde croyance en Turquie après l'islam sunnite. Les avis divergent sur leur nombre : officiellement ils sont entre 10 et 15 % mais d’après les sources alévies il représenterait 20 à 25 % de la population nationale. L'islam câferî compte officiellement 3 millions de croyants en Turquie.
En théorie, la Turquie, à travers le traité de Lausanne de 1923, reconnaît les droits civils, politiques et culturels des minorités non musulmanes. 

En pratique, la Turquie ne reconnaît que les minorités religieuses grecques, arméniennes et israélites sans pour autant leur accorder tous les droits cités dans le traité de Lausanne.
Les musulmans alevi-bektachis et câferî, les catholiques latins et les protestants ne font l'objet d'aucune reconnaissance officielle.
| Culte                                                                         | Population estimée           | Mesures d’ expropriation | Reconnaissance officielle dans la Constitution ou à travers les traités internationaux | Financement des lieux de culte et du personnel religieux par l'État |
| ----------------------------------------------------------------------------- | ---------------------------- | ------------------------ | --- | ------------------------------------------------------------------- |
| Islam – sunnite                                                               | 70 à 85 % (52 à 64 millions) | Non                      | Oui à travers le Diyanet cité dans la Constitution (art. 136) | Oui à travers le Diyanet                                            |
| Islam – duodécimain bektachi                                                  | 15 à 25 % (11 à 19 millions) | Oui                      | Non. Balim Sultan assure une mainmise totale sur le corps des janissaires dont le bektachisme sera la référence religieuse principale. En 1826, Mahmoud II met définitivement un terme au système des janissaires. L'ordre des bektachi est mis hors la loi, de nombreux dignitaires de la capitale sont exécutés, d'autres sont déportés en Anatolie. Les tekke sont fermés, détruits ou attribués à des institutions orthodoxes comme l'ordre des Naqshbandiyya.                                                                                | Non                                                                 |
| Islam – duodécimain alevi                                                     | 15 à 25 % (11 à 19 millions) | Oui                      | Non. Au début du XVe siècle, l’oppression ottomane envers les alévis devient insupportable et ces derniers soutiennent le Chah Ismail Ier d'origine turkmène. Ses partisans, qui portent un bonnet de couleur rouge avec douze plis en référence aux 12 imams du chiisme duodécimain se font appeler Qizilbash. Les Ottomans qui s’étaient persanisés et arabisés considéraient comme ennemis les Qizilbash (alévis) d'origine turkmène. Aujourd'hui, les cemevi, lieux de culte commun aux alevi bektachi n'ont aucune reconnaissance juridique. | Non                                                                 |
| Islam – duodécimain câferî                                                    | 4 % (3 millions)             |                          | Non | Non                                                                 |
| Islam – duodécimain alaouites ou nusayris                                     | 300 à 350 000                |                          | Non | Non                                                                 |
| Judaïsme                                                                      | 20 000                       | Oui                      | Oui à travers le traité de Lausanne en 1923 | Non                                                                 |
| Chrétien – protestant                                                         | 5 000                        |                          | Non | Non                                                                 |
| Chrétien – catholiques latins                                                 |                              |                          | Non | Non                                                                 |
| Chrétien – catholiques grecque                                                |                              | Oui                      | Oui à travers le traité de Lausanne en 1923 | Non                                                                 |
| Chrétien – orthodoxe – grec (patriarcat œcuménique de Constantinople)         |                              | Oui                      | Oui à travers le traité de Lausanne en 1923 | Non                                                                 |
| Chrétien – orthodoxe – arménien (patriarcat arménien de Constantinople)       | 57 000                       | Oui                      | Oui à travers le traité de Lausanne en 1923 | Non                                                                 |
| Chrétien – catholiques chaldéens (Arménien)                                   | 3 000                        | Oui                      | Oui à travers le traité de Lausanne en 1923 | Non                                                                 |
| Chrétien – Églises de théologie et rite syriaques (orthodoxes et catholiques) | 15 000                       | Oui                      | Non | Non                                                                 |
| Yézidisme                                                                     | 377                          |                          | Non | Non                                                                 |

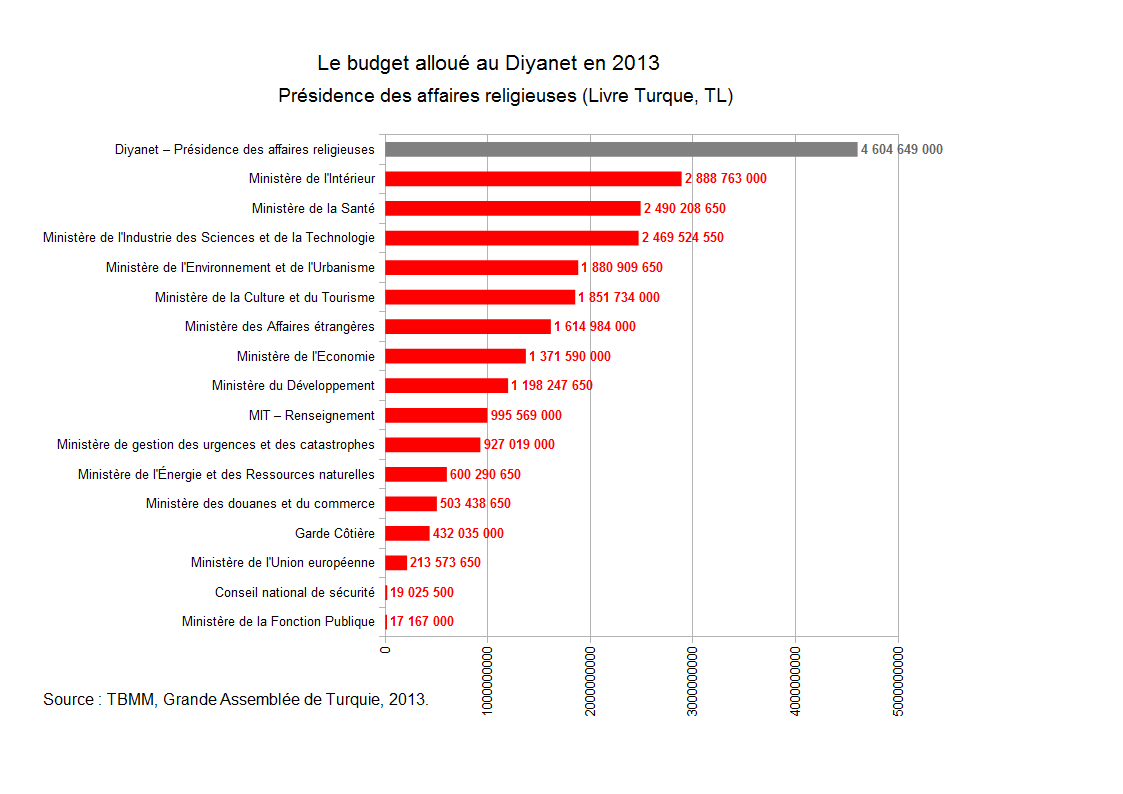
Budget Diyanet 2013, Présidence des affaires religieuses – source : TBMM 2013.

Avec plus de 100 000 fonctionnaires, le Diyanet est une sorte d’État dans l'État.
En 2013, le Diyanet ou Ministère des Affaires religieuses, occupe le 16e poste de dépense du gouvernement central.
Le budget alloué au Diyanet (4,6 milliards de TL) est :
- 1,6 fois plus important que le budget alloué au Ministère de l'Intérieur[20] ;
- 1,8 fois plus important que le budget alloué au Ministère de la Santé[20] ;
- 1,9 fois plus important que le budget alloué au Ministère de l'Industrie des Sciences et de la Technologie[20] ;
- 2,4 fois plus important que le budget alloué au Ministère de l'Environnement et de l'Urbanisme[20] ;
- 2,5 fois plus important que le budget alloué au Ministère de la Culture et du Tourisme[20] ;
- 2,9 fois plus important que le budget alloué au Ministère des Affaires étrangères[20] ;
- 3,4 fois plus important que le budget alloué au Ministère de l’Économie[20] ;
- 3,8 fois plus important que le budget alloué au Ministère du Développement[20] ;
- 4,6 fois plus important que le budget alloué au MIT – Renseignement[20] ;
- 5,0 fois plus important que le budget alloué au Ministère chargé de la Gestion des urgences et des catastrophes naturelles[20] ;
- 7,7 fois plus important que le budget alloué au ministère de l'Énergie et des Ressources naturelles[20] ;
- 9,1 fois plus important que le budget alloué au ministère des douanes et du commerce[20] ;
- 10,7 fois plus important que le budget alloué à la Garde côtière[20] ;
- 21,6 fois plus important que le budget alloué au Ministère de l'Union européenne[20] ;
- 242 fois plus important que le budget alloué au Conseil national de sécurité[20] ;
- 268 fois plus important que le budget alloué au Ministère de la Fonction publique[20].

Le budget du Diyanet représente :
- 79 % du budget de la gendarmerie[20] ;
- 67 % du budget du Ministère de la Justice[20] ;
- 57 % du budget des hôpitaux publics[20] ;
- 31 % du budget de la police nationale[20] ;
- 23 % du budget de l'Armée turque soit 23 % du budget de la deuxième armée de l'OTAN[20].

## Histoire de la laïcité

### Avènement de la République
La Turquie est souvent présentée comme le seul État à être à la fois « musulman et laïc ». Quel destin pour un pays héritier du plus grand empire turco-musulman qui ait été et dont la domination sur le monde musulman et arabe s'est exercée pendant six siècles! La laïcité turque commence avec l’adoption par la Grande Assemblée nationale turque d'une nouvelle constitution le 20 janvier 1921. Cette constitution, fruit d'un compromis entre les religieux et les kémalistes, marque une première séparation entre le profane et le sacré avec l’affirmation de la souveraineté du peuple sur la nation et l’avènement de l’assemblée nationale comme son représentant légitime. Le 1er novembre 1922, l'institution du sultanat (une des sources de l'islam politique en Turquie) est dissoute par le parlement, du fait de la collaboration du sultan Mehmed VI avec les troupes étrangères pendant la guerre d’indépendance.
L’avènement de la République turque en 1923 pose la base de la politique de laïcisation voulu par Atatürk. Le califat, dernière source de l'emprise de l’islam sur la vie publique est dissout par la loi du 3 mars 1924. Il est remplacé par la « présidence des affaires religieuses » (Diyanet), institution étatique chargée d'administrer et de contrôler le culte islamique (en fait le culte majoritaire, l'islam sunnisme hanéfite) pour empêcher toute immixtion de celui-ci dans la vie publique.
La Constitution de 1924 est amendée par la loi no 1222 du 10 avril 1928 avec la suppression des articles où l'islam est déclaré religion d'État. En 1937, la loi no 3115 du 5 février 1937 inscrit dans l'article 2 de la Constitution le principe de laïcité, aux côtés des quatre autres grands principes du kémalisme.

### Laïcisation de l'État
Les bureaucrates kémalistes, avant d’entamer une politique de laïcisation de la société, décident de laïciser les différents corps de l'État pour s’assurer du soutien de ceux-ci dans les réformes laïques d’Atatürk. Les forces armées qui avaient déjà pris leurs distances avec la religion pendant l'Empire ottoman, sont réorganisées suivant les principes laïcs. On abolit toutes les règles et les pratiques traditionnelles qui comportaient, de près ou de loin, un caractère ou un sens religieux. Le pouvoir kémaliste place au sommet de la hiérarchie militaire les partisans résolus du kémalisme, facilitent leur processus interne de la laïcisation, ce qui lui a permis par la suite, d'imposer les réformes laïques à la société en faisant souvent appel à l’armée et aux forces de police pour réprimer tout mouvement d’opposition.
L’appareil judiciaire est réorganisé avec la suppression des tribunaux religieux en 1924, l'abolition du droit islamique, remplacé par le droit républicain et nationaliste et la centralisation de l’organisation juridique sous l'autorité du Ministère de la Justice. Les tribunaux serviront comme outils répressifs contre les mouvements populaires qui restent profondément attachés à l’islam. Un nouveau code pénal est adopté par le parlement le 1er mars 1926. Les articles 241 et 242 interdisent aux religieux d'utiliser l'islam à des fins politiques et l’article 163 interdit la constitution de toute organisation religieuse ou à caractère religieux.

### Laïcisation de la vie sociale
Une fois la laïcisation de l'État achevée, les kémalistes commencent la laïcisation de la vie sociale du pays.
Un nouveau code civil est adopté le 17 mars 1926. Il met à bas un grand nombre de traditions, de croyances et de normes qui, forgées par l'islam, ont été pendant plusieurs siècles les éléments de base du système social musulman : abolition de la charia, interdiction de la polygamie et de la répudiation, qui est remplacée par le divorce civil. Le port de certains vêtements qui sont des symboles religieux, comme le voile et le fez, sont interdits dans l'espace public. Les femmes sont autorisées à exercer une profession et obtiennent le droit de vote en 1934. 18 femmes sont d'ailleurs élues députées lors des élections de 1935.
Afin d'inculquer l’idéologie nationaliste et laïque à l'ensemble de la population turque, la loi sur l'unification de l’enseignement est adoptée en 1924. La totalité des établissements scolaires est placée sous le contrôle du Ministère de l'Éducation nationale. Les cours sont réorganisés avec le développement des matières scientifiques et des mathématiques afin de permettre à la population de devenir des citoyens de la Turquie.
L'alphabet arabe (symbole de l'islam) est supprimé et remplacé par le latin. L'ensemble des mosquées et du personnel religieux passent sous le contrôle direct de l'État afin d'enlever toute possibilité aux islamistes de mettre en danger les institutions républicaines. Les confréries, couvents et autres sectes religieuses (qui organisaient la vie sociale, et ainsi l’éducation de la population) sont dissous et leurs biens passent sous l'autorité de l'État. Ils sont remplacés par des « maisons du peuple » en 1931.
Cette politique suscite une violente opposition d'une partie de la population profondément religieuse qui se révolte à plusieurs reprises contre le gouvernement kémaliste (révolte de Cheikh Saïd, révolte de Menemen). Mais ces révoltes sont toutes durement réprimées par les bureaucrates kémalistes qui utilisent massivement l'armée et les tribunaux pour se débarrasser de toute opposition au régime.

### Multipartisme
En dépit des réformes et de la répression des autorités, l'islam continue de jouer un rôle politique très important en Turquie. Lors de l'ouverture au multipartisme en 1945, les islamistes sont libérés de la tutelle autoritaire des kémalistes et accèdent ainsi au système politique. Progressivement, ceux-ci influenceront les partis politiques (comme le Demokrat Parti) pour remettre en cause les lois laïques d'Atatürk.

## Enseignement religieux obligatoire à l'école publique
Les deux dernières « écoles pour imams » avaient fermé en 1930 et la « Faculté de théologie » en 1933 devant l’insouciance de l'Etat turc à leur égard. Avec l’avènement de la démocratie en 1946, un enseignement religieux facultatif est rétabli en 1949, 1956, 1967 respectivement à l'école primaire, secondaire et au lycée. Une nouvelle « Faculté de théologie » et des « écoles pour imams » sont recréées en 1949 et 1951. La Constitution turque de 1982 rend l'enseignement religieux obligatoire à l'école publique (sauf pour les enfants de minorités religieuses). Dans le cadre de cet enseignement, c'est uniquement l'islam, voire exclusivement l'islam sunnite qui est présenté aux élèves et non les religions dans leur pluralité. Il existe plus de vingt facultés de théologie en Turquie en 2010.
On[Qui ?] annonce en décembre 2012 que deux examens d'entrée à l'université, l'Examen de transition vers l'enseignement supérieur (YGS) en mars 2013 et l'Examen de placement des étudiants de premier cycle (LYS-4) en juin 2013, comprendront des questions de religion. En visite dans une école arménienne, le ministre de l'Éducation Ömer Dinçer explique que ces questions existaient déjà depuis plusieurs années sous l'intitulé « éducation pour la religion et l'éthique », que cela ne traite pas d'une religion spécifique, et que les lycéens des minorités religieuses seront interrogés sur des questions correspondant à leur propre cursus.

## Années 1990-2000: interdiction du voile dans les institutions de l'État puis levée progressive de la prohibition
La laïcité turque signifie la relégation de la religion dans la sphère privée et son absence complète dans la vie publique. Ainsi, et la question s'est posée à plusieurs reprises sous ce gouvernement, les femmes de ministres qui porteraient le voile ne peuvent assister à aucune cérémonie officielle.[réf. nécessaire]
Une jurisprudence de la Cour constitutionnelle avait estimé, le 9 mars 1989, que le fait d’autoriser les étudiantes à « se couvrir le cou et les cheveux avec un voile ou un foulard pour des raisons de conviction religieuse » dans les universités était contraire à la Constitution.
En 1998, le Rectorat de l'université d'Istanbul a émis une circulaire interdisant le port du voile ou de la barbe dans l'établissement.
Dans l'affaire Leyla Şahin (en) contre Turquie, la Cour européenne des droits de l'homme (CEDH) a jugé, en novembre 2005, que l'interdiction du voile à l'université ne contrevenait pas à la liberté de pensée, de conscience et de religion (art. 09 Convention européenne des droits de l'homme), ni au droit à l'instruction, ni au droit au respect de la vie privée et familiale, ni à la liberté d'expression, ni enfin à l'interdiction de la discrimination.
Le Parlement, dominé par la majorité AKP, a adopté le 7 février 2008 une loi qui devait permettre de porter le voile à l'université. Celle-ci stipulait notamment que « personne ne [pouvait] être privé de son droit à l'éducation supérieure ». La loi a cependant été jugée anti-constitutionnelle par la Cour constitutionnelle, tandis que l'AKP a fait par la suite l'objet d'une requête d'interdiction soutenue par les milieux anti-cléricaux, dont l'armée. En juillet 2008, la Cour constitutionnelle a écarté cette requête, tout en condamnant financièrement l'AKP.[réf. nécessaire]
Deux ans après, lors de la rentrée universitaire 2010, la prohibition du voile est levée dans les universités turques par une circulaire du Conseil de l'enseignement supérieur. L'interdiction du port du voile est progressivement levée dans toutes les universités de Turquie. En 2012, un professeur d'université est condamnée à deux ans de prison pour avoir interdit l'accès de la salle de classe à une étudiante portant le voile. Ayşegül Jale Saraç, une femme portant le voile, occupe pour la première fois le poste de présidente d'université en 2014.
En 2012, les élèves des écoles musulmanes sont libres de porter le voile. Toujours en début d'année 2012, le Conseil d'État, la plus haute autorité administrative judiciaire du pays, qui avait été saisi par une avocate voilée, prend la décision de lever l'interdiction pour les avocates de plaider voilées dans les tribunaux.
En septembre/octobre 2013, le port du voile est autorisé dans les écoles publiques turques pour les élèves et les enseignantes. En octobre 2013, le voile fait son entrée dans la fonction publique, où les femmes fonctionnaire peuvent désormais porter le voile.
En novembre 2013, le port du voile fait son retour au parlement, quatre femmes députées portant le voile entrent à la Grande Assemblée nationale de Turquie.De 1999 à 2013, il n'y avait eu aucune parlementaire voilée.
En 2014, le port du voile fait son apparition à la télévision publique, porté par la présentatrice d'un journal d'informations, Feyza Çiğdem Tahmaz.
En 2016, les policières sont autorisées à porter le voile, alors que celui-ci venait d'être autorisé au lycée.
La tentative de coup d'État de 2016, les purges qui suivent et l'autoritarisme grandissant du régime turc (le référendum de 2017 assoit le pouvoir présidentiel de Recep Tayyip Erdoğan) se conjuguent avec une place grandissante de l'islam dans la société. Dès 2019, la théorie de l'évolution sera bannie des programmes scolaires du secondaire (collège et lycée) pour n'être abordée que dans l'enseignement supérieur. En 2011 déjà, le pays avait bloqué des sites sur Darwin et la théorie de l’évolution. En 2017, des statues de Mustafa Kemal Atatürk sont vandalisées par des Turcs anti-laïcs.
Fin 2017, Le Figaro Magazine note : « Erdogan donne des gages au Qatar et à l'Arabie saoudite, ses nouveaux amis. Istanbul, belle, festive et cosmopolite, perd petit à petit son âme, au profit d'un islamiquement correct, moyen-oriental et petit-bourgeois. Les jeunes femmes sont de plus en plus voilées, y compris à l'université, les nouveaux programmes scolaires suppriment des chapitres portant sur la théorie de l'évolution et les réalisations d'Atatürk, et la vente d'alcool est strictement réglementée ». Selon la journaliste Mine G. Kırıkkanat, le pays compte à cette date un million d’imams, l'AKP ayant par ailleurs porté le nombre d'élèves des lycées religieux (qui donnent accès aux écoles militaires, de police et à l'enseignement supérieur) de 60 000 à 1,5 million. En 15 ans, le budget du Diyanet İşleri Başkanlığı, la direction des Affaires religieuses, chargée de financer la construction de mosquées et de payer les imams, a été multiplié par dix, atteignant 1,75 milliard d'euros en 2016, soit le double de celui du ministère de la Santé et le triple de celui du ministère des Affaires étrangères.

## Manifestations pro-laïques d'avril 2007
Les « manifestations de la République » (Cumhuriyet Mitingleri), pro-laïques, ont eu lieu en avril 2007. La première eut lieu à Ankara le 14 avril 2007 seulement deux jours avant le début du processus de l'élection présidentielle. La seconde s'est déroulée à Istanbul le 29 avril. Les manifestations ont été parmi les plus importantes de l'histoire de la Turquie. Le motif de la première manifestation a été la possible candidature à la présidence de Recep Tayyip Erdoğan, alors Premier ministre et membre de l'AKP.
Entre des « centaines de milliers » à 1,5 million de manifestants étaient rassemblées pour la première manifestation devant l'Anıtkabir, le mausolée de Mustafa Kemal Atatürk à Ankara. À la seconde manifestation, plus d'un million de personnes se sont réunies pour protester sur la place Çağlayan à Istanbul, selon Reuters. BBC rapporta des centaines de milliers de personnes.